# Cornstalk
Cornstalk neboli Hokoleskwa (cca 1720 – 10. listopadu 1777) byl jedním z hlavních náčelníků kmene Šavanů (česky nazýváni také Šóníové, anglicky Shawnee) v období americké revoluce. Jeho jméno znamená v šavanském jazyce kukuřičný klas a bylo zaznamenáno nesčíslněkrát jeho současníky – kronikáři, včetně Colesquy a Keigh-tugh-quy. Cornstalkovo zavraždění americkými milicionáři během americké revoluce rozzuřilo Indiány a konflikt mezi nimi a osadníky se značně vyostřil.

## Životopis

### Mládí
Historici pouze spekulují o Cornstalkově mládí. Narodil se zřejmě v současné Pensylvánii. Později se přestěhoval do Ohia, zhruba do míst současného Chillicothu, kde založili Šavané stejnojmennou vesnici ustupujíc před expanzí evropských přistěhovalců. Vypraví se příběhy o jeho účasti ve francouzsko-indiánské válce, kde Šavané bojovali za znovuzískání Pensylvánie a Virginie, nicméně se pravděpodobně jedná o vymyšlené zkazky. Rovněž Cornstalkova aktivní účast v Pontiacově povstání je nepodložená, ačkoli hrál zřejmě důležitou roli při uzavírání mírových smluv.

### Dunmorova válka
Cornstalk hrál klíčovou roli v Dunmorově válce, která proběhla v roce 1774. Po uzavření smlouvy z Fort Stanwix v roce 1768 se bílí osadníci a obchodníci s půdou začali stěhovat do zemí jižně od řeky Ohio v současném Kentucky. Nicméně Šavané a ostatní indiánské kmeny se na smlouvě nepodílely a stále považovali Kentucky za svoje loviště. Brzy vypuklo násilí. Cornstalk se snažil zabránit vystupňování konfliktu do válečného stavu, ale nepodařilo se mu to.
Aby zastavil invazi z Virginie, rozhodl se Cornstalk podniknout vojenské tažení. Vedl šavanské bojovníky a bojovníky kmene Mingo do bitvy u Point Pleasant v současné západní Virginii. Traduje se, že Cornstalk byl zdráhavý vojevůdce. Uvědomil si, že Šavané nemají bez spojenců dost síly, aby zvítězili, ale jelikož se jeho muži již rozhodli k boji, pokračoval v tažení. Jeho akce nebyla úspěšná; Cornstalk se vzdal a byl donucen přijmout řeku Ohio jako hranici území osadníků a území indiánů v rámci smlouvy z Camp Charlotte.
Cornstalkovo velitelské vzezření udělalo na americké osadníky dojem. Jeden virginský důstojník píše o Cornstalkovi během uzavírání smlouvy v Camp Charlotte: "Slyšel jsem nejlepší virginské řečníky z Virginie, ale ničí projevy nebyly při této příležitosti tak působivé jako Cornstalkovy."

### Americká revoluce
S nadcházející americkou válkou za nezávislost se Cornstalk snažil, aby Šavané zůstali neutrální. Účastnil se diplomatických shromáždění ve Fort Pitt v letech 1775 a 1776, kde se uzavíraly první smlouvy mezi Indiány a nově se rodícími USA. Mnoho Šavanů naproti Cornstalkovým snahám doufalo, že se jim za pomoci Britů podaří znovuzískat země, které jim sebrali Američané. Během zimy 1776 se Šavané rozdělili do dvou skupin. První z nich, neutrální, vedl Cornstalk, druhou, militantní, vedlo několik význačných Šavanů, mezi nimi i náčelník Modrý kabát.

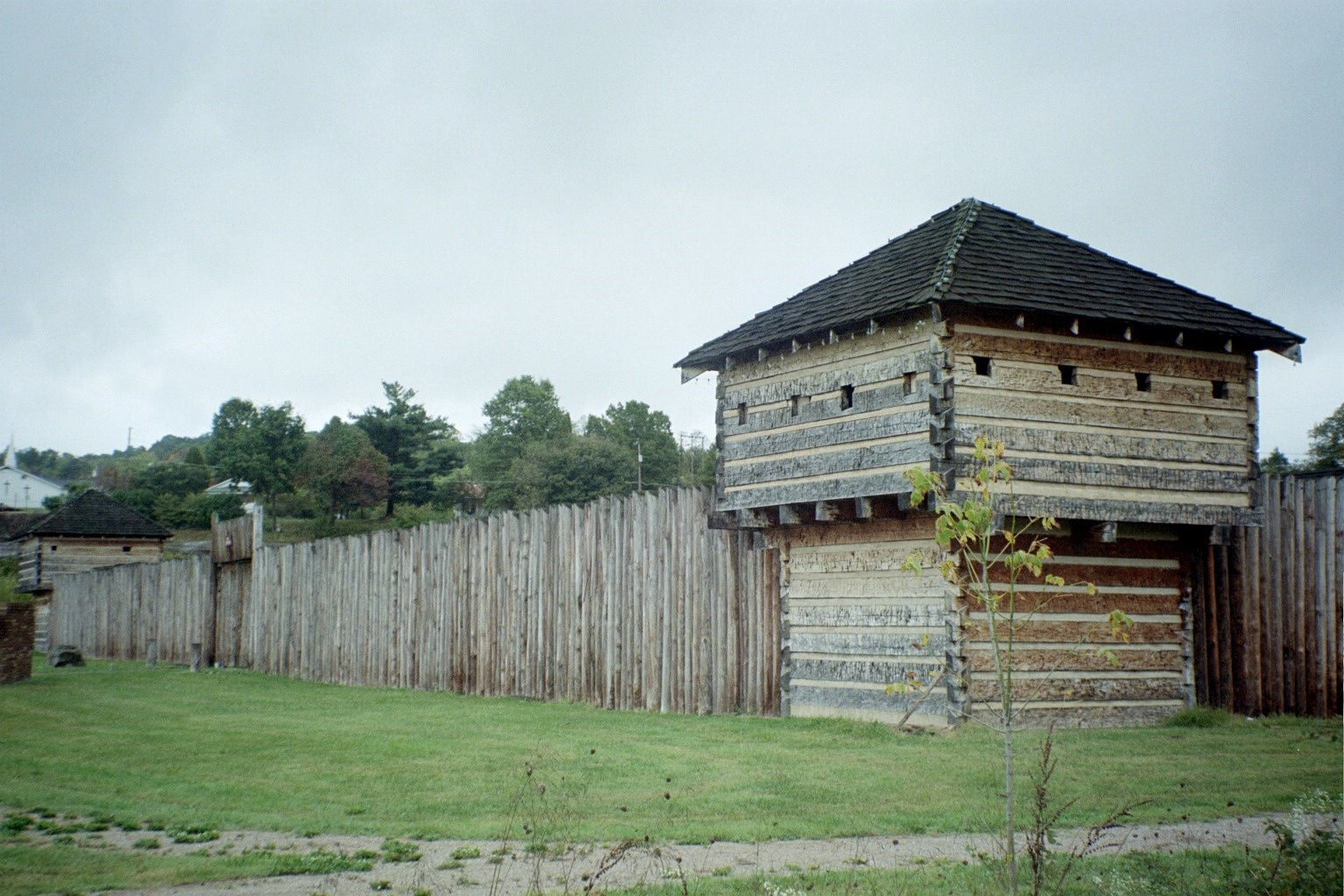
Rekonstrukce pevnosti Fort Randolph, kde byl Cornstalk zavražděn

Na podzim 1777 Cornstalk navštívil za diplomatickými účely Fort Randolph, americkou pevnost v současném Point Pleasant. Opět se snažil zajistit neutralitu Šavanů. Cornstalk byl zadržen velitelem pevnosti, který se rozhodl vzít jakéhokoli Šavana, který mu padne do rukou, jako rukojmí. Když potom došlo 10. listopadu k vraždě milicionáře neznámými Indiány nedaleko pevnosti, rozzuření vojáci brutálně zavraždili Cornstalka, jeho syna Elinipsica a dva další Šavany.
Američtí političtí činitelé i vojenští velitelé byli znepokojeni Cornstalkovou vraždou. Cornstalka totiž považovali za svou jedinou naději ve snaze udržet neutralitu Šavanů. Na naléhání Patricka Henryho, guvernéra Virginie, byli z vraždy podezřelí vojáci, které Patrick Henry nazval "odpornými vrahy" , okamžitě předvedeni před soud. Jelikož však jejich druzi proti nim odmítli vypovídat, všichni byli propuštěni.
Cornstalk byl původně pohřben v pevnosti Randolph, v roce 1840 byly jeho pozůstatky vyzvednuty ze země a přeneseny na pozemky soudní budovy v Mason Country. Ta však byla v roce 1954 stržena, a tak byl Cornstalk znovu pohřben ve Fort Pleasant. Legendy vyprávěly o jeho duchu, který údajně v oblasti zapříčiňuje neštěstí. Později byly nahrazeny příběhy o muži - můře (mothman).